# 利亚尔站
利亚尔站，是法国的一个铁路车站，位于法国阿登省市镇利亚尔。

## 位置
利亚尔站位于利亚尔市区的西部，伊尔松－阿马涅-吕基铁路27.453公里处，同时也是利亚尔－图尔讷铁路的起点，距离沙勒维尔-梅济耶尔大约31公里。车站大致呈南北走向，开口朝西。
利亚尔站历史上还有前往拉昂方向的铁路，但现已废弃。

## 设施
利亚尔站是一个无人看守的乘降所，原有的站房因乘客数量极少而已关闭。在该站上车的乘客需主动购票或使用通勤卡。

## 停靠线路
以下列车线路在利亚尔站停靠：
| 利亚尔站列车线路表       |      |                   |                   |              |
| 线路                     | 车种 | 上一站            | 下一站            | 大致运行频率 |
| 伊尔松→沙勒维尔-梅济耶尔 | TER  | 伊尔松            | 沙勒维尔-梅济耶尔 | 每周六1班    |
| 沙勒维尔-梅济耶尔→里尔   | TER  | 沙勒维尔-梅济耶尔 | 伊尔松            | 每周日1班    |
| 1.                       |      |                   |                   |              |

## 配套交通

### 长途客车
| 停靠利亚尔站的大巴车 |                |                                                                        |
| 上下车地点           | 运营单位       | 主要线路及目的地                                                       |
| 利亚尔站门口         | 阿登省城际客运 | - 27线：吕米尼、欧德里河畔鲁夫鲁瓦、沙勒维尔-梅济耶尔                  |
| 利亚尔站门口         | SNCF Car TER   | （当某条铁路线施工或罢工时，SNCF可能会提供途径该线路沿途站点的大巴车） |
| 1. 2. 3.             |                |                                                                        |

### 市内交通
利亚尔站附近暂无城市公共交通线路。

### 社会车辆
利亚尔站门口设有社会车辆停车场。

## 临近车站
| 利亚尔站（Gare de Liart）                                        |                         |                              |
| 上行车站                                                         | 线路                    | 下行车站                     |
| 伊尔松站                                                         | 伊尔松－阿马涅-吕基铁路 | （已关闭）                   |
| （起点）                                                         | 利亚尔－图尔讷铁路      | 图尔讷站→沙勒维尔-梅济耶尔站 |
| - 本表仅显示运营中的线路，划线为已关闭的车站，斜体为非本线车站。 |                         |                              |